# Бочонок амонтильядо
«Бочо́нок амонтилья́до» (англ. The Cask of Amontillado, иногда англ. The Casque of Amontillado) — рассказ Эдгара Аллана По, впервые опубликован в ноябрьском выпуске Godey's Lady's Book за 1846 год.
История разворачивается в безымянном итальянском городе, в необозначенное автором время (возможно, в XVIII веке). Рассказ ведётся от первого лица, рассказчик повествует о своей смертельной мести своему другу, который якобы унижал его. Месть заключается в замуровывании в стену — похожий сюжет в разных вариациях (погребение заживо, замуровывание трупа) встречается ещё в нескольких других рассказах По, в частности, в новеллах «Сердце-обличитель» и «Чёрный кот», которые объединяет с «Бочонком амонтильядо» сюжетное построение, основанное на исповеди убийцы.

## Сюжет
Монтрезор, представитель обедневшего дворянского рода, рассказывает о той ночи, когда он совершил возмездие, отомстив своему товарищу, процветающему дворянину Фортунато, за многочисленные издевательства и унижения, впрочем, не раскрывая подробностей последних (что даёт широкий простор для их трактовок, вплоть до мнимости). Монтрезор всё точно рассчитал и предусмотрел.

Я не только должен был наказать, но и наказать без всякой опасности для себя. Обида не отомщена, если мстителя постигает наказание; она, в равной мере, не отомщена и тогда, когда мститель не позаботится о том, чтобы совершивший обиду знал, — кто ему мстит.

Час мести был назначен на самый разгар карнавала. Монтрезор позаботился, чтобы в его поместье никого не было, и отправился на праздник искать Фортунато. Вскоре он его встретил, изрядно пьяного, простуженного и в шутовском колпаке с бубенчиками.
Монтрезор начал дразнить Фортунато, выдумав, что купил целый бочонок амонтильядо (около 130 галлонов). Фортунато — известный знаток вин и очень гордится своей репутацией в этом вопросе. Амонтильядо — вино редкое и дорогое, особенно во время карнавала, и Фортунато сомневается в том, что Монтрезору продали настоящий товар. Монтрезор подыгрывает своей жертве и будто бы тоже опасается, что его обманули. Чтобы убедиться в подлинности вина, Монтрезор намеревается обратиться к Лючези, другому знатоку вин. Самолюбие Фортунато задето, к тому же бочонок вызывает его живейшее любопытство, и, несмотря на притворные отговорки и убеждения Монтрезора, Фортунато решительно направляется к подвалам своего врага, сопровождаемый своим будущим палачом.
В подвалах холодно и сыро, а Фортунато одолевает кашель, и Монтрезор, сопровождая друга по подземелью, время от времени предлагает ему согревающий глоток медока, Фортунато всё больше хмелеет. По дороге к цели Фортунато спрашивает о гербе Монтрезоров, на что хозяин ему отвечает: «Герб представляет собой ступню на синем фоне, наступающую на змею, которая кусает ступню за пятку». Девиз: Nemo me impune lacessit («Никто не уязвит меня безнаказанно»). Также Фортунато интересуется у Монтрезора, не принадлежит ли тот к масонской ложе, и с удивлением слышит утвердительный ответ. На требование доказательства Монтрезор демонстрирует приготовленную лопатку (мастерок) для кладки стен. Пьяный Фортунато очень удивлен, но по-прежнему не видит нависшей над ним угрозы.
Наконец они приходят к нише, в которой, по словам Монтрезора, и находится бочонок амонтильядо. Фортунато доверчиво ступает в нишу, и Монтрезор тут же обматывает его талию цепью, прикованной к стене, и запирает на цепи висячий замо́к. Жертва всё ещё не понимает, что происходит.
Затем Монтрезор начинает выкладывать каменную стену, замуровывая Фортунато в нише. Фортунато кричит, ругается, умоляет его выпустить, но Монтрезор эхом отвечает ему, стремясь перекричать свою жертву. Наконец Фортунато замолкает. Осталось положить последний камень, и судьба пленника будет решена. Фортунато делает последнюю отчаянную попытку обратить всё происходящее в шутку, Монтрезор опять подыгрывает ему и кладёт последний камень, после чего покидает подземелье.
Рассказ заканчивается так:

Я просунул фонарь сквозь остававшееся отверстие и бросил его внутрь ниши. В ответ я услышал лишь звон колокольчиков. Я почувствовал себя дурно, без сомнения — вследствие сырости катакомб. Я поспешил окончить работу. Я сделал усилие и приладил последний камень; я его покрыл известкой. К новой стене я прислонил старую насыпь из костей. Прошло полвека, и ни один смертный их не тронул. In расе requiescat!

## Публикация рассказа
Впервые «Бочонок амонтильядо» был опубликован в ноябрьском выпуске Godey's Lady's Book, самого популярного американского журнала того времени. При жизни По рассказ был переиздан всего один раз.

## Анализ
Несмотря на то, что убийство является центральной темой рассказа, его нельзя отнести к детективному жанру, как «Убийства на улице Морг» или «Похищенное письмо»; в «Бочонке амонтильядо» не описывается расследования преступления, преступник сам о нём рассказывает. Загадка рассказа в том, что мотив убийства остаётся неизвестным для читателя. Таким образом, вся «детективная» часть остаётся ему, читатель волен сам домысливать предысторию убийства.
Хотя Монтрезор не раскрывает причин своего поступка, он упоминает о «тысячах унижений», которые якобы претерпел от Фортунато. Многие комментаторы на основании этого странного объяснения делают вывод, что Монтрезор, вероятно, сумасшедший, но и такая версия вызывает вопросы, так как в своих действиях Монтрезор очень хитёр и расчётлив.
Фортунато представлен как тонкий ценитель дорогих вин, однако и это вызывает сомнения. Он напился до такого состояния, что вряд ли смог бы оценить подлинность амонтильядо. Кроме того, во время одной из остановок на пути к бочонку Фортунато залпом выпивает флягу De Grave, дорогого французского вина, что не делает ему чести как знатоку.
Не исключено, что По не понаслышке был знаком с работой каменщика. Ему приходилось зарабатывать разным трудом, и в его биографии много «белых пятен», в частности неизвестно, чем он занимался в 1837 году, сразу после ухода из Southern Literary Messenger. Биограф По Джон Ингрэм писал Саре Уитман, что некто по имени Аллен (Allen) упоминал, будто бы По работал на кирпичном заводе осенью 1834 года. Вероятно, речь идёт о Роберте Аллене (Robert T. P. Allen), товарище Эдгара По по Военной Академии.

### Темы и символы
В рассказе используются типичные для произведений По темы и символы:
- Исповедь убийцы — см. также «Чёрный кот», «Сердце-обличитель»
- Замуровывание тела — см. также «Чёрный кот», «Сердце-обличитель»
- Погребение заживо — см. также «Береника», «Падение дома Ашеров», «Преждевременное погребение»
- Маскарад, карнавал, шутовство, страшное и роковое под маской смешного и несерьёзного — см. также «Маска Красной смерти», «Прыг-Скок», «Вильям Вильсон»

## История написания

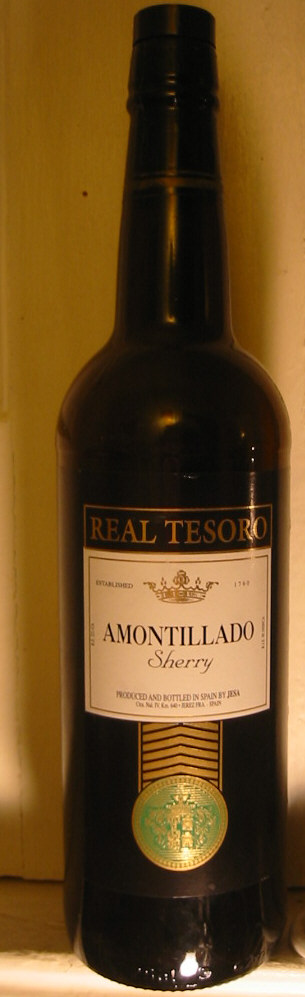
Бутылка амонтильядо

Согласно позднейшей легенде, Эдгар По написал «Бочонок амонтильядо», находясь под впечатлением от рассказа, услышанного в 1827 году, во время пребывания в крепости Castle Island (Южный Бостон, штат Массачусетс). Он будто бы обратил внимание на памятник лейтенанту Роберту Мэсси, который был убит на дуэли в Рождество 1817 года лейтенантом Густависом Дрейном. Солдаты решили отомстить за смерть Мэсси, напоили Дрейна, заманили его в подземелье, приковали к стене и замуровали.
Сообщение о найденном на острове скелете могло наложиться на другой источник, который был знаком По: книгу Джоэла Хидли (Joel Headley) «A Man Built in a Wall» (1844), в которой автор описывает увиденный им скелет, замурованный в стену итальянской церкви. История Хидли содержит ряд деталей, очень близких к «Бочонку амонтильядо»; кроме замуровывания врага в нише, в ней говорится об аккуратной каменной кладке, мотиве мести, предсмертных стонах жертвы.
По мог наткнуться на идею для рассказа и в новелле Оноре де Бальзака (опубликована в Democratic Review в ноябре 1843) или в произведении своего друга Джорджа Липпарда The Quaker City; or The Monks of Monk Hall (1845). Девиз Монтрезоров Nemo me impune lacessit мог быть позаимствован у Фенимора Купера в его «Последнем из могикан» (1826).

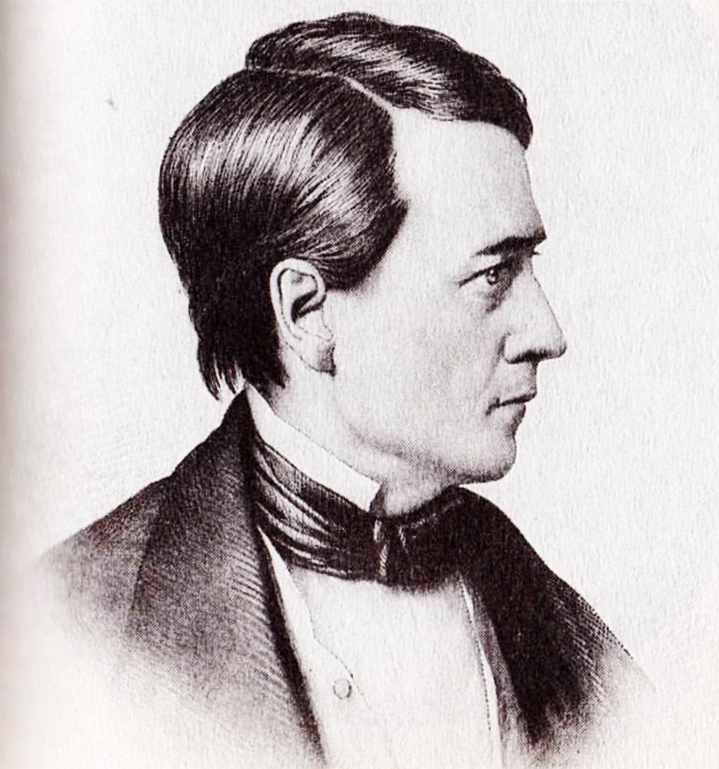
Томас Данн Инглиш

Эдгар По написал эту историю как ответ своему противнику, Томасу Данну Инглишу (Thomas Dunn English). Конфликт начался с того, что По высмеял Инглиша в своих очерках. Затем в январе 1846 года имела место потасовка с рукоприкладством, после которой их распря перебралась на страницы журналов. Последовало несколько заочных стычек, в основном вокруг литературных карикатур друг на друга. Однажды Инглиш зашёл слишком далеко, и в том же 1846 году По удалось привлечь издателя The New York Mirror к ответственности за клевету. Инглиш отозвался публикацией под названием 1844, or, The Power of the S.F., сюжет которой строился на мести, был невнятным и запутанным, включал в себя тайные общества. Герой произведения по имени Мармадьюк Хаммерхед (Marmaduke Hammerhead), знаменитый автор «Чёрной вороны» (The Black Crow), произносит такие фразы как «Nevermore» и «lost Lenore», что, конечно, является прямым цитированием поэмы «Ворон». Двойник Эдгара По из рассказа Инглиша — пьяница, лжец и домашний тиран.
По ответил «Бочонком амонтильядо», полным узнаваемых отсылок к новелле Инглиша. У По, например, Фортунато демонстрирует свою причастность к масонской ложе, или, во всяком случае, осведомлённость о её деятельности, в рассказе 1844 Инглиш тоже говорит о тайном обществе; даже описанный По жест похож аналогичен жесту из 1844 (там это был сигнал об опасности). Инглиш упоминает знак — сокол, держащий в когтях змею; на гербе Монтрезоров нога, наступающая на змею, вонзившую зубы в её пятку. Большая часть сцены в катакомбах Монтрезоров повторяет сцену в подземелье из 1844. В итоге именно Эдгар По «воздал безнаказанно», написав краткий рассказ в противовес пространному произведению Инглиша и не запросив гонорара за свою публикацию. Кроме того, По использовал так называемый «единичный эффект», приём, суть которого он изложил в «Философии творчества» (1846). Несмотря на локальную литературную победу, распря с Инглишем оказала разрушительное действие на репутацию По, так как многие его слабости и пороки оказались достоянием общественности.
Эдгар По также мог быть вдохновлён, по крайней мере отчасти, на написание этой истории Вашингтонским движением, общественной организацией, пропагандировавшей отказ от употребления спиртных напитков. Общество состояло в основном из бывших потребителей алкоголя, предостерегавших своих сограждан. Писатель мог пообещать присоединиться к движению в 1843 году, после череды запоев, в надежде получить поддержку политиков и, возможно, какую-нибудь политическую или общественную должность. В таком случае «Бочонок амонтильядо» можно рассматривать как некий «чёрный пиар» потребления алкоголя, в рассказе иносказательно продемонстрированы последствия алкоголизма: алкоголик не осознаёт грозящей ему опасности, пока не становится слишком поздно.
Исследователь творчества Эдгара По Ричард Бентон (Richard P. Benton) утверждает, что «протагонист рассказа — это англифицированная версия французских Монтрезоров», в частности, он уверен, что прообразом Монтрезора-убийцы стал Клод де Бурдель (Claude de Bourdeille), граф Монтрезор, политический авантюрист XVII века из окружения Гастона Орлеанского, слабовольного брата короля Людовика XIII. Впервые «известный интриган и мемуарист» был соотнесён с убийцей из «Бочонка амонтильядо» исследователем Бёртоном Поллином (Burton R. Pollin).

## Влияние на литературу
Новелла Рэя Бредбери «Эшер II» из цикла «Марсианские хроники» полностью построена на произведениях Эдгара По. В мире будущего книги на Земле запрещены и уничтожены. Один из исполнителей этого варварского решения, инспектор Гаррет из «управления Нравственного Климата», добирается до Марса с целью и там «навести порядок». Житель Марса Уильям Стендаль предпринимает отчаянную попытку не допустить уничтожения последнего очага культуры, строит «особняк Эшеров», приглашает местную элиту на праздник, подстраивает с помощью роботов их смерти, стилизованные на подобные моменты в рассказах По, и заменяет их роботами-двойниками. Также он приглашает Гаррета и заманивает инспектора в ловушку. Гаррет полностью повторяет путь Фортунато, а Стендаль обставляет свою месть в виде театрального представления по литературным произведениям По, не вызывая никаких подозрений Гаррета, так как тот никогда не читал книг, которые сжигал:

— Гаррет, — продолжал Стендаль, — знаете, почему я так поступил с вами? Потому что вы сожгли книги мистера По, даже не прочитав их как следует. Положились на слова других людей, что надо их сжечь. Иначе вы сразу, как только мы пришли сюда, догадались бы, что я задумал. Неведение пагубно, мистер Гаррет.
Гаррет молчал.
— Все должно быть в точности, — сказал Стендаль, поднимая фонарь так, чтобы луч света проник в нишу и упал на поникшую фигуру. — Позвените тихонько бубенчиками.
Бубенчики звякнули.
— А теперь, если вы изволите сказать «Ради всего святого, Монтрезор!», я, возможно, освобожу вас.
В луче света появилось лицо инспектора. Минута колебания, и вот прозвучали нелепые слова.
— Ради всего святого, Монтрезор.
Стендаль удовлетворенно вздохнул, закрыв глаза.
Вложил последний кирпич и плотно заделал его.
— Requiescat in pace, дорогой друг.

Рассказ Стивена Кинга «Кадиллак Долана» также написан под сильным влиянием новеллы Эдгара По, вплоть до последнего крика похороненного заживо Долана главному герою Робинсону.

## Экранизации
Первую в истории кино экранизацию рассказа осуществил Д. У. Гриффит, немой 11-минутный фильм 1909 года назывался «The Sealed Room». Сюжет ленты лишь в самых общих чертах совпадал с первоисточником, а среди занятых актёров были Мак Сеннет и Мэри Пикфорд.
В дальнейшем рассказ экранизировали ещё несколько раз, однако популярности эти попытки не имели. Существует довольно много телепостановок по рассказу, самая известная из них — моноспектакль Винсента Прайса 1972 года «An Evening of Edgar Allan Poe». Кроме «Бочонка амонтильядо», Прайс читает рассказы «Сердце-обличитель», «Сфинкс» и «Колодец и маятник».

## Музыка
- Одна из композиций The Alan Parsons Project с концептуального альбома Tales of Mystery and Imagination (1976) основана на этом рассказе По и называется так же: «The Cask of Amontillado».
- На альбоме Лу Рида The Raven (2003) также присутствует песня, написанная по этой истории, под названием «The Cask».
- Группа Blitzkid[англ.], альбом Apparitional (2011), песня под названием «Casque of Amontillado».
- Текст песни «Amontillado» с альбома Violet of Twilight (2016) готик-рок группы Witch Will Die написан от лица главного героя рассказа[18].

## Массовая культура
Сорт испанского вина стал широко известен во всем мире вне круга любителей вин в первую очередь благодаря рассказу «Бочонок амонтильядо».
В сериале «Уэнздэй» одна из команд, участвующих в Кубке Эдгара Аллана По, носит название «Бочонок амонтильядо», а её участники носят костюмы шутов.